# Canton de Montesquieu-Volvestre
Le canton de Montesquieu-Volvestre est une ancienne division administrative française, située dans le département de la Haute-Garonne et la région Midi-Pyrénées et faisait partie de la Septième circonscription de la Haute-Garonne.

## Composition
Le canton de Montesquieu-Volvestre regroupait 10 communes et comptait 4 461 habitants (population municipale) au 1er janvier 2010.
| Nom                   | Code Insee | Intercommunalité | Superficie (km2) | Population (dernière pop. légale) | Densité (hab./km2) |
| --------------------- | ---------- | ---------------- | ---------------- | --------------------------------- | ------------------ |
| Canens                | 31103      | CC du Volvestre  | 4,84             | 52 (2014)                         | 11                 |
| Castagnac             | 31111      | CC du Volvestre  | 10,77            | 303 (2014)                        | 28                 |
| Gouzens               | 31226      | CC du Volvestre  | 5,70             | 85 (2014)                         | 15                 |
| Lahitère              | 31267      | CC du Volvestre  | 3,90             | 51 (2014)                         | 13                 |
| Lapeyrère             | 31272      | CC du Volvestre  | 6,30             | 70 (2014)                         | 11                 |
| Latour                | 31279      | CC du Volvestre  | 6,24             | 75 (2014)                         | 12                 |
| Massabrac             | 31326      | CC du Volvestre  | 4,00             | 84 (2014)                         | 21                 |
| Montbrun-Bocage       | 31365      | CC du Volvestre  | 30,61            | 488 (2014)                        | 16                 |
| Montesquieu-Volvestre | 31375      | CC du Volvestre  | 59,82            | 3 141 (2014)                      | 53                 |
| Saint-Christaud       | 31474      | CC du Volvestre  | 10,87            | 254 (2014)                        | 23                 |

## Démographie
| 1962  | 1968  | 1975  | 1982  | 1990  | 1999  | 2006  | 2011  | 2012  |
| ----- | ----- | ----- | ----- | ----- | ----- | ----- | ----- | ----- |
| 3 507 | 3 319 | 3 093 | 3 180 | 3 181 | 3 524 | 4 045 | 4 584 | 4 632 |

## Représentation

### Conseillers généraux de 1833 à 2015
| Période | Période          | Identité                                         | Étiquette           | Qualité |
| ------- | ---------------- | ------------------------------------------------ | ------------------- | --- |
| 1833    | 1848             | Jean-Pierre Paul François Eliacin Cazeing-Lafont |                     | Propriétaire à Rieux |
| 1848    | 1852 (démission) | Marie César Metgé                                | Républicain         | Docteur en médecine à Montesquieu-Volvestre Révoqué par le gouvernement bonapartiste |
| 1852    | 1864             | Armand de Perpessac                              | Majorité dynastique | Propriétaire, Avocat Maire de Toulouse Député (1852-1863) |
| 1864    | 1871             | Julien Bernard de Lartigue                       |                     | Propriétaire Maire de Montesquieu-Volvestre |
| 1871    | 1888             | Henri Boué-Camparan                              | Républicain         | Propriétaire et négociant en grains à Montesquieu-Volvestre |
| 1888    | 1919             | André Guichou                                    | Rad.                | Négociant Maire de Montesquieu-Volvestre, conseiller d'arrondissement |
| 1919    | 1925             | Charles Castanet (1875-1930)                     | Rad.                | Vétérinaire à Montesquieu-Volvestre |
| 1925    | 1940             | Hippolyte Clavet                                 | Rad.                | Vétérinaire Maire de Montesquieu-Volvestre, conseiller d'arrondissement nommé conseiller départemental en 1943 |
|         |                  |                                                  |                     | |
| 1945    | 1976             | Fernand Couzinet                                 | SFIO puis PS        | Professeur Député (1962-1967) Adjoint au Maire puis Maire de Montesquieu-Volvestre |
| 1976    | 1990 (décès)     | André Massat                                     | PS                  | Directeur d'école Maire de Montesquieu-Volvestre de 1972 à 1990 |
| 1991    | 2015             | Patrick Lemasle                                  | PS                  | Agriculteur Suppléant de Lionel Jospin Député de 1997 à 2017 Maire de Montesquieu-Volvestre de 1990 à 2002 Conseiller municipal de Montesquieu-Volvestre Président de la Communauté de communes du Volvestre de septembre 2013 à janvier 2017 |

### Conseillers d'arrondissement (de 1833 à 1940)
| Période                                  | Période | Identité                       | Étiquette   | Qualité |
| ---------------------------------------- | ------- | ------------------------------ | ----------- | --- |
| 1833                                     | 1836    | M. Boué ainé                   |             | Propriétaire à Montesquieu-Volvestre                                                                        |
| 1836                                     | 1842    | M. Chourre ainé                |             | Propriétaire à Montesquieu-Volvestre                                                                        |
| 1842                                     | 1848    | M. Boué ainé                   |             | Propriétaire à Montesquieu-Volvestre                                                                        |
|                                          |         |                                |             | |
| 1874                                     | 1886    | Jean-François Belou            | Républicain | Propriétaire, maire de Montesquieu-Volvestre                                                                |
| 1886                                     | 1888    | André Guichou                  | Républicain | Négociant, maire de Montesquieu-Volvestre                                                                   |
| 1888                                     | 1898    | Alfred Victor Auguste Jacoubet |             | Ingénieur, suppléant du juge de paix, propriétaire à Montesquieu-Volvestre                                  |
| 1898                                     | 1910    | Pierre Souvielle               | Radical     | Propriétaire, maire de Canens                                                                               |
| 1910                                     | 1925    | Hippolyte Clavet               | Rad.        | Vétérinaire à Montesquieu-Volvestre                                                                         |
| 1925                                     | 1940    | Paul Bernard Lacombe           | SFIO        | Propriétaire, maire de Montbrun-Bocage                                                                      |
| 1940                                     |         |                                |             | Les conseils d'arrondissement ont été suspendus par la loi du 12 octobre 1940 et n'ont jamais été réactivés |
| Les données manquantes sont à compléter. |         |                                |             | |